# Johan A. Olsson
Johan Andreas Olsson, Olsson i Järvsö, född 30 augusti 1916 i Järvsö församling i Gävleborgs län, död 13 januari 2009 i Järvsö, var en svensk fabrikör och politiker.
Olsson var ledamot av riksdagens första kammare 1965–1970  samt ledamot av enkammarriksdagen 1974–1982, invald i Gävleborgs läns valkrets.